# Municipio de Bell (condado de Reno)
El municipio de Bell (en inglés: Bell Township) es un municipio ubicado en el condado de Reno en el estado estadounidense de Kansas. En el año 2010 tenía una población de 75 habitantes y una densidad poblacional de 0,76 personas por km².

## Geografía
El municipio de Bell se encuentra ubicado en las coordenadas 37°47′00″N 98°17′31″O / 37.78333, -98.29194. Según la Oficina del Censo de los Estados Unidos, el municipio tiene una superficie total de 98.48 km², de la cual 98,37 km² corresponden a tierra firme y (0,11 %) 0,11 km² es agua.

## Demografía
Según el censo de 2010, había 75 personas residiendo en el municipio de Bell. La densidad de población era de 0,76 hab./km². De los 75 habitantes, el municipio de Bell estaba compuesto por el 100 % blancos. Del total de la población el 0 % eran hispanos o latinos de cualquier raza.